# Viviers-lès-Lavaur
Viviers-lès-Lavaur is een gemeente in het Franse departement Tarn (regio Occitanie) en telt 159 inwoners (1999). De plaats maakt deel uit van het arrondissement Castres.

## Geografie
De oppervlakte van Viviers-lès-Lavaur bedraagt 9,8 km², de bevolkingsdichtheid is 16,2 inwoners per km².
De onderstaande kaart toont de ligging van Viviers-lès-Lavaur met de belangrijkste infrastructuur en aangrenzende gemeenten.

## Demografie
Onderstaande figuur toont het verloop van het inwonertal (bron: INSEE-tellingen).